# Coronelaps lepidus
Coronelaps lepidus is een slang uit de familie toornslangachtigen (Colubridae) en de onderfamilie Dipsadinae.

## Naam en indeling
De wetenschappelijke naam van de soort werd voor het eerst voorgesteld door Johannes Theodor Reinhardt in 1861. Oorspronkelijk werd de naam Elapomorphus lepidus gebruikt en later werd de soort aan het geslacht Apostolepis toegewezen.
Het is de enige soort uit het monotypische geslacht Coronelaps.

## Verspreiding en habitat
Coronelaps lepidus komt voor in delen van Zuid-Amerika en leeft endemisch in Brazilië. De slang is aangetroffen in de staten Minas Gerais, Bahia, Espírito Santo, Rio de Janeiro en Ceará.
De habitat bestaat uit vochtige tropische en subtropische laaglandbossen.

## Beschermingsstatus
Door de internationale natuurbeschermingsorganisatie IUCN is de beschermingsstatus 'veilig' toegewezen (Least Concern of LC).